# Distria Krasniqi
Distria Krasniqi (Peć, 10 de dezembro de 1995) é uma judoca kosovar, campeã olímpica.

## Carreira
Krasniqi começou a praticar judô aos sete anos de idade. Ela conquistou uma medalha de bronze no Campeonato Mundial de Judô de 2019. Em 2020, conseguiu o mesmo desempenho na prova feminina de até 48 kg no Campeonato Europeu de Judô, realizado em Praga. No ano seguinte, em 2021, ganhou a medalha de ouro no Mundial dos Mestres de Judô em Doha e competiu nos Jogos Olímpicos de Verão de 2020 em Tóquio, onde se consagrou campeã em sua categoria.